# Chapet
Chapet est une commune du département des Yvelines, dans la région Île-de-France, en France, à 16 km environ à l'est de Mantes-la-Jolie.
Ses habitants sont appelés les Chapetois.

## Géographie

Localisation de Chapet dans les Yvelines.

### Situation
La commune de Chapet est située dans le nord du département des Yvelines, à 19 km environ à l'est de Mantes-la-Jolie, sous-préfecture, et à 28 km environ au nord-ouest de Versailles, préfecture du département.

### Hydrographie
La commune est irriguée dans sa frange ouest par le ru d'Orgeval, ou ru de Russe, ruisseau de 16 km de long qui prend sa source à Orgeval et rejoint la Seine aux Mureaux.
Le ru de Chapet qui prend sa source au centre de la commune et s'écoule vers le nord et rejoint le précédent dans la commune des Mureaux. Ils sont tous deux canalisés en souterrain à la traversée de cette dernière.

### Communes limitrophes
| Les Mureaux |        | Verneuil-sur-Seine |
|             | Chapet | Vernouillet        |
| Ecquevilly  |        | Morainvilliers     |

### Transports et voies de communications

#### Réseau routier
L'autoroute de Normandie (A13) traverse la partie ouest de la commune. Un demi-échangeur se trouve dans le territoire communal à la limite avec Bouafle, au croisement de la route départementale D 43 qui relie Les Mureaux à la route CD 113. Un réseau de voirie communale relie Chapet aux villes et villages voisins de Verneuil-sur-Seine, Bures (Morainvillers) et Ecquevilly.
La commune est desservie par les lignes 11, 18, 70, 73, X419 et le TàD Sud Meulan - Les Mureaux du Réseau de bus Poissy les Mureaux.

#### Autres
Deux lignes parallèles à haute tension du réseau RTE traversent la commune dans le sens est-ouest.

### Climat
Pour des articles plus généraux, voir Climat de l'Île-de-France et Climat des Yvelines.
En 2010, le climat de la commune est de type climat océanique dégradé des plaines du Centre et du Nord, selon une étude du CNRS s'appuyant sur une série de données couvrant la période 1971-2000. En 2020, Météo-France publie une typologie des climats de la France métropolitaine dans laquelle la commune est exposée à un climat océanique et est dans la région climatique Sud-ouest du bassin Parisien, caractérisée par une faible pluviométrie, notamment au printemps (120 à 150 mm) et un hiver froid (3,5 °C).
Pour la période 1971-2000, la température annuelle moyenne est de 11,1 °C, avec une amplitude thermique annuelle de 14,3 °C. Le cumul annuel moyen de précipitations est de 677 mm, avec 10,1 jours de précipitations en janvier et 7,8 jours en juillet. Pour la période 1991-2020, la température moyenne annuelle observée sur la station météorologique la plus proche, située sur la commune de Maule à 8 km à vol d'oiseau, est de 11,8 °C et le cumul annuel moyen de précipitations est de 677,0 mm,. Pour l'avenir, les paramètres climatiques de la commune estimés pour 2050 selon différents scénarios d'émission de gaz à effet de serre sont consultables sur un site dédié publié par Météo-France en novembre 2022.

## Urbanisme

### Typologie
Au 1er janvier 2024, Chapet est catégorisée ceinture urbaine, selon la nouvelle grille communale de densité à sept niveaux définie par l'Insee en 2022.
Elle appartient à l'unité urbaine de Paris, une agglomération inter-départementale regroupant 407  communes, dont elle est une commune de la banlieue,,. Par ailleurs la commune fait partie de l'aire d'attraction de Paris, dont elle est une commune de la couronne,. Cette aire regroupe 1 929 communes,.

### Occupation des solssimplifiée
Le territoire de la commune se compose en 2017 de 82,15 % d'espaces agricoles, forestiers et naturels, 5,36 % d'espaces ouverts artificialisés et 12,49 % d'espaces construits artificialisés.
Le territoire communal est très largement rural (84 %), l'espace urbain construit occupant 56 hectares, soit 11 % du territoire total.
L'espace rural se partage principalement entre grandes cultures (céréales, colza) sur 293 hectares et bois et forêt sur 86 hectares. Ces derniers sont concentrés dans le nord de la commune en prolongement du bois de Bècheville (Les Mureaux) et de la forêt régionale de Verneuil-sur-Seine.

### Hameaux de la commune
La partie urbanisée consiste essentiellement en habitations individuelles. L'habitat se répartit entre le bourg de Chapet où se trouve la mairie et l'église, et deux hameaux, Brézolles qui se trouve au sud-est du bourg, à cheval sur la limite avec Vernouillet, et Bazincourt au nord-est, à la limite de Verneuil-sur-Seine.

## Toponymie
Le nom de la localité est attesté sous les formes Chapetum en 1164, Chapette, Chappet, Chapet en 1255.
Le nom de « Chapet » vient du vieux français chape, « grenier à grains isolé, en bois et en toit de pierres » ou (partie supérieure, tête, pointe), le village étant au sommet d'une colline, sur le versant d’un coteau qui domine la plaine des Mureaux, très longtemps situé à la pointe d’un bois qui couvrait toute la commune actuelle d’Ecquevilly.

## Histoire
Le village remonte au XIe siècle. C'est un ancien village viticole, longtemps domaine des seigneurs d'Ecquevilly. Un prieuré y fut construit par les moines de Saint-Nicaise.

## Politique et administration

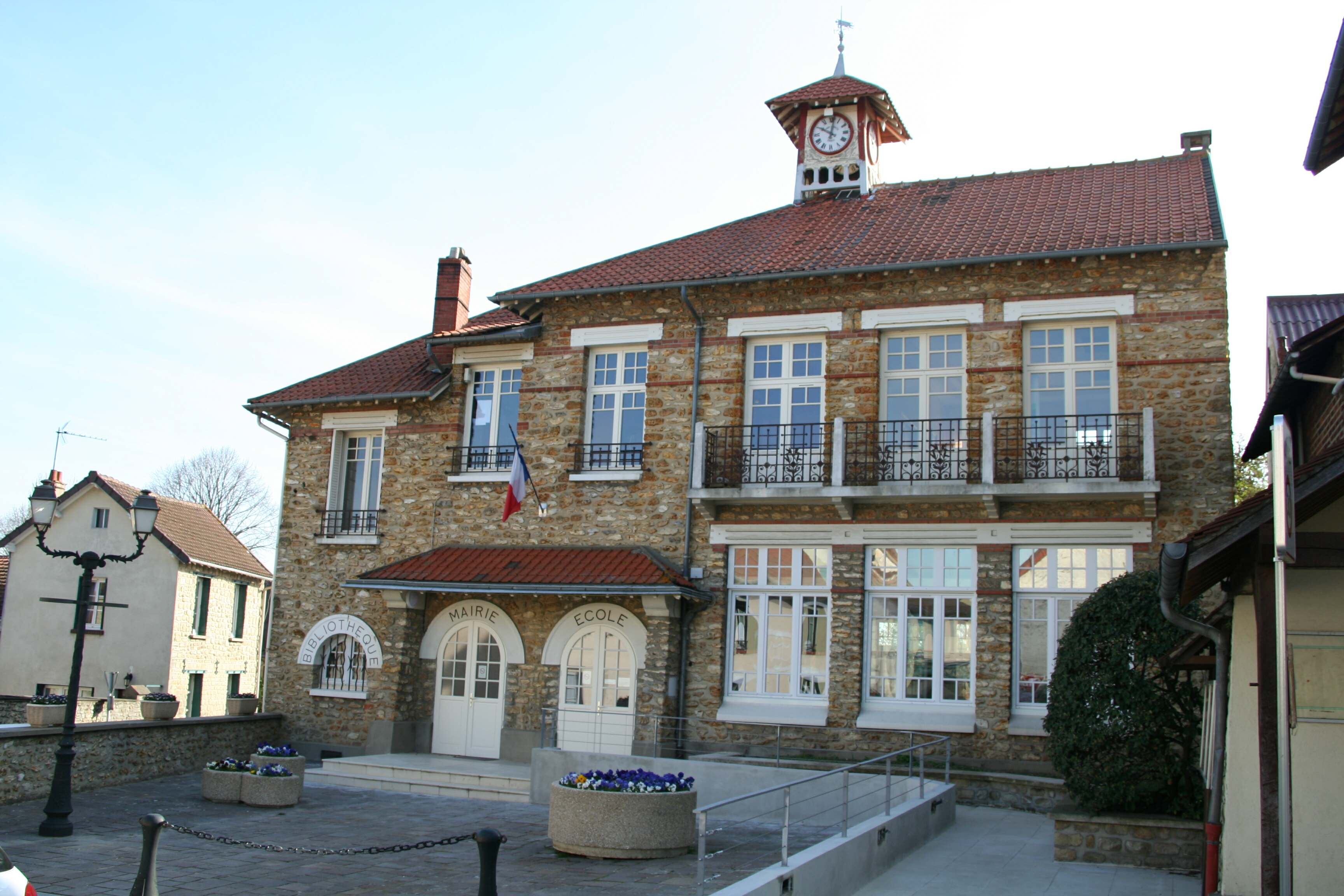
La mairie-école.

### Liste des maires
| Période                                  | Période                            | Identité            | Étiquette | Qualité                                                        |
| ---------------------------------------- | ---------------------------------- | ------------------- | --------- | -------------------------------------------------------------- |
| Les données manquantes sont à compléter. |                                    |                     |           |                                                                |
| ?                                        | novembre 1941 (démission d'office) | Raymond Borne       |           | Révoqué par le Gouvernement de Vichy                           |
|                                          |                                    |                     |           |                                                                |
| juin 1995                                | novembre 2012                      | Michel Sorain       |           | Décédé en fonction                                             |
| décembre 2012                            | 2020                               | Jean-Louis Francart | SE        | Ingénieur d'Astrium-Les Mureaux Réélu pour le mandat 2014-2020 |
| 2020                                     | En cours                           | Benoît de Laurens   |           |                                                                |

### Instances administratives et judiciaires
La commune de Chapet appartient au canton des Mureaux et est rattachée à la communauté urbaine Grand Paris Seine et Oise.
Elle est aussi incluse dans le territoire de l'opération d'intérêt national Seine-Aval.
Sur le plan électoral, la commune est rattachée à la neuvième circonscription des Yvelines, circonscription à dominante rurale du nord-ouest des Yvelines.
Sur le plan judiciaire, Chapet fait partie de la juridiction d’instance de Mantes-la-Jolie et, comme toutes les communes des Yvelines, dépend du tribunal de grande instance ainsi que du tribunal de commerce sis à Versailles,.

## Population et société

### Démographie

#### Évolution démographique
L'évolution du nombre d'habitants est connue à travers les recensements de la population effectués dans la commune depuis 1793. Pour les communes de moins de 10 000 habitants, une enquête de recensement portant sur toute la population est réalisée tous les cinq ans, les populations de référence des années intermédiaires étant quant à elles estimées par interpolation ou extrapolation. Pour la commune, le premier recensement exhaustif entrant dans le cadre du nouveau dispositif a été réalisé en 2008.

En 2022, la commune comptait 1 337 habitants, en évolution de +3,8 % par rapport à 2016 (Yvelines : +2,72 %, France hors Mayotte : +2,11 %).
| 1793 | 1800 | 1806 | 1821 | 1831 | 1836 | 1841 | 1846 | 1851 |
| ---- | ---- | ---- | ---- | ---- | ---- | ---- | ---- | ---- |
| 371  | 383  | 421  | 412  | 451  | 433  | 461  | 472  | 451  |

| 1856 | 1861 | 1866 | 1872 | 1876 | 1881 | 1886 | 1891 | 1896 |
| ---- | ---- | ---- | ---- | ---- | ---- | ---- | ---- | ---- |
| 443  | 439  | 410  | 374  | 370  | 352  | 366  | 336  | 337  |

| 1901 | 1906 | 1911 | 1921 | 1926 | 1931 | 1936 | 1946 | 1954 |
| ---- | ---- | ---- | ---- | ---- | ---- | ---- | ---- | ---- |
| 326  | 311  | 277  | 256  | 286  | 319  | 300  | 328  | 529  |

| 1962 | 1968 | 1975 | 1982 | 1990  | 1999  | 2006  | 2008  | 2013  |
| ---- | ---- | ---- | ---- | ----- | ----- | ----- | ----- | ----- |
| 483  | 567  | 769  | 973  | 1 103 | 1 124 | 1 177 | 1 191 | 1 224 |

| 2018  | 2022  | - | - | - | - | - | - | - |
| ----- | ----- | - | - | - | - | - | - | - |
| 1 339 | 1 337 | - | - | - | - | - | - | - |

#### Pyramide des âges
En 2018, le taux de personnes d'un âge inférieur à 30 ans s'élève à 31,2 %, soit en dessous de la moyenne départementale (38 %). À l'inverse, le taux de personnes d'âge supérieur à 60 ans est de 27 % la même année, alors qu'il est de 21,7 % au niveau départemental.
En 2018, la commune comptait 644 hommes pour 695 femmes, soit un taux de 51,90 % de femmes, légèrement supérieur au taux départemental (51,32 %).
Les pyramides des âges de la commune et du département s'établissent comme suit.
| Hommes | Classe d’âge | Femmes |
| ------ | ------------ | ------ |
| 0,6    | 90 ou +      | 1,7    |
| 8,4    | 75-89 ans    | 7,6    |
| 17,5   | 60-74 ans    | 18,1   |
| 25,2   | 45-59 ans    | 22,7   |
| 17,4   | 30-44 ans    | 18,3   |
| 12,3   | 15-29 ans    | 12,4   |
| 18,6   | 0-14 ans     | 19,1   |

| Hommes | Classe d’âge | Femmes |
| ------ | ------------ | ------ |
| 0,6    | 90 ou +      | 1,4    |
| 6      | 75-89 ans    | 7,8    |
| 13,5   | 60-74 ans    | 14,8   |
| 20,7   | 45-59 ans    | 20,1   |
| 19,6   | 30-44 ans    | 19,9   |
| 18,5   | 15-29 ans    | 16,8   |
| 21,2   | 0-14 ans     | 19,2   |

## Économie
- Agriculture
- Commune résidentielle.

## Culture locale et patrimoine

### Lieux et monuments
- Église Saint-Denis : église du XIIe siècle. Le clocher a été rajouté en 1859.
- Le château de Bazincourt[33].

### Galerie

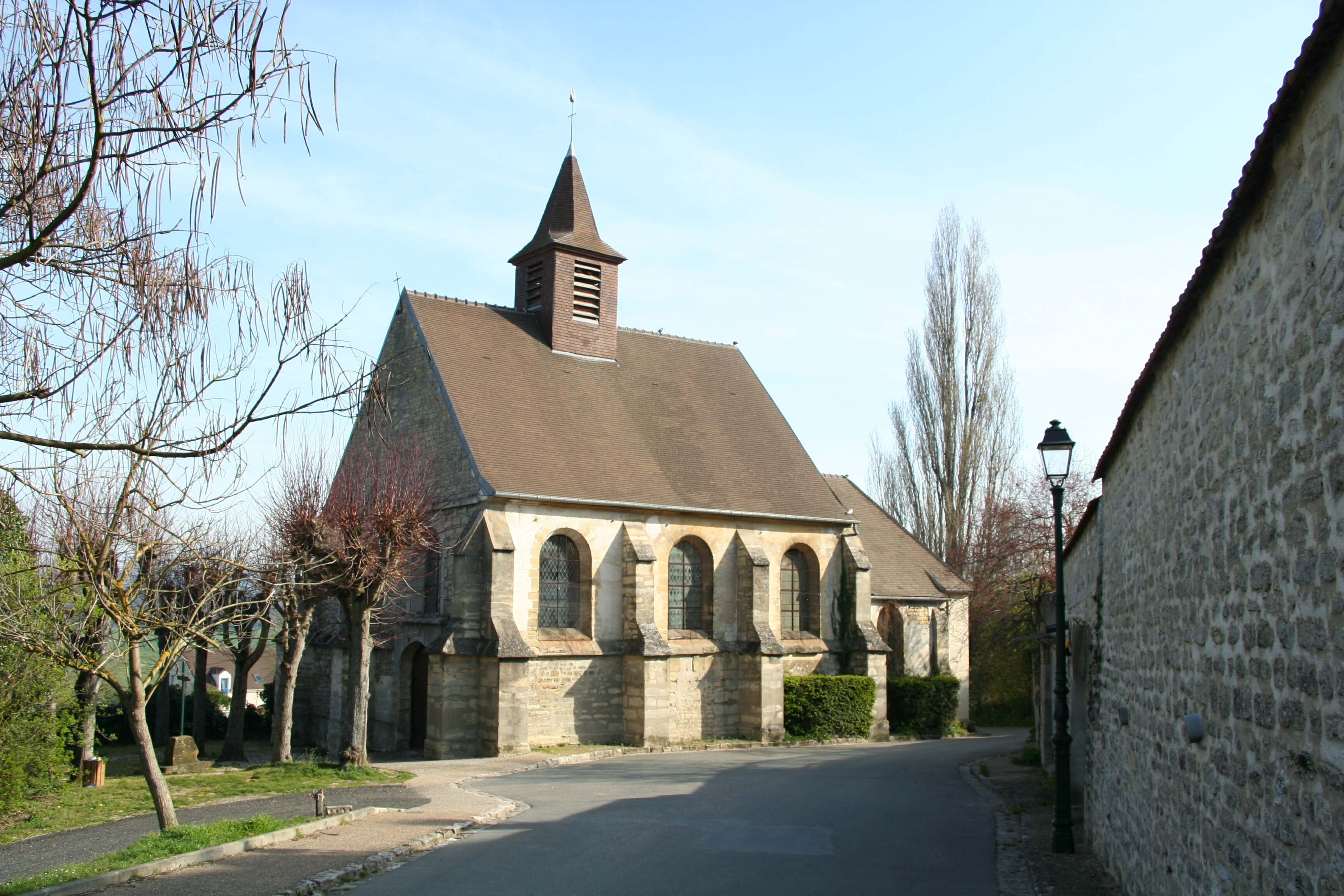
L'église Saint-Denis.
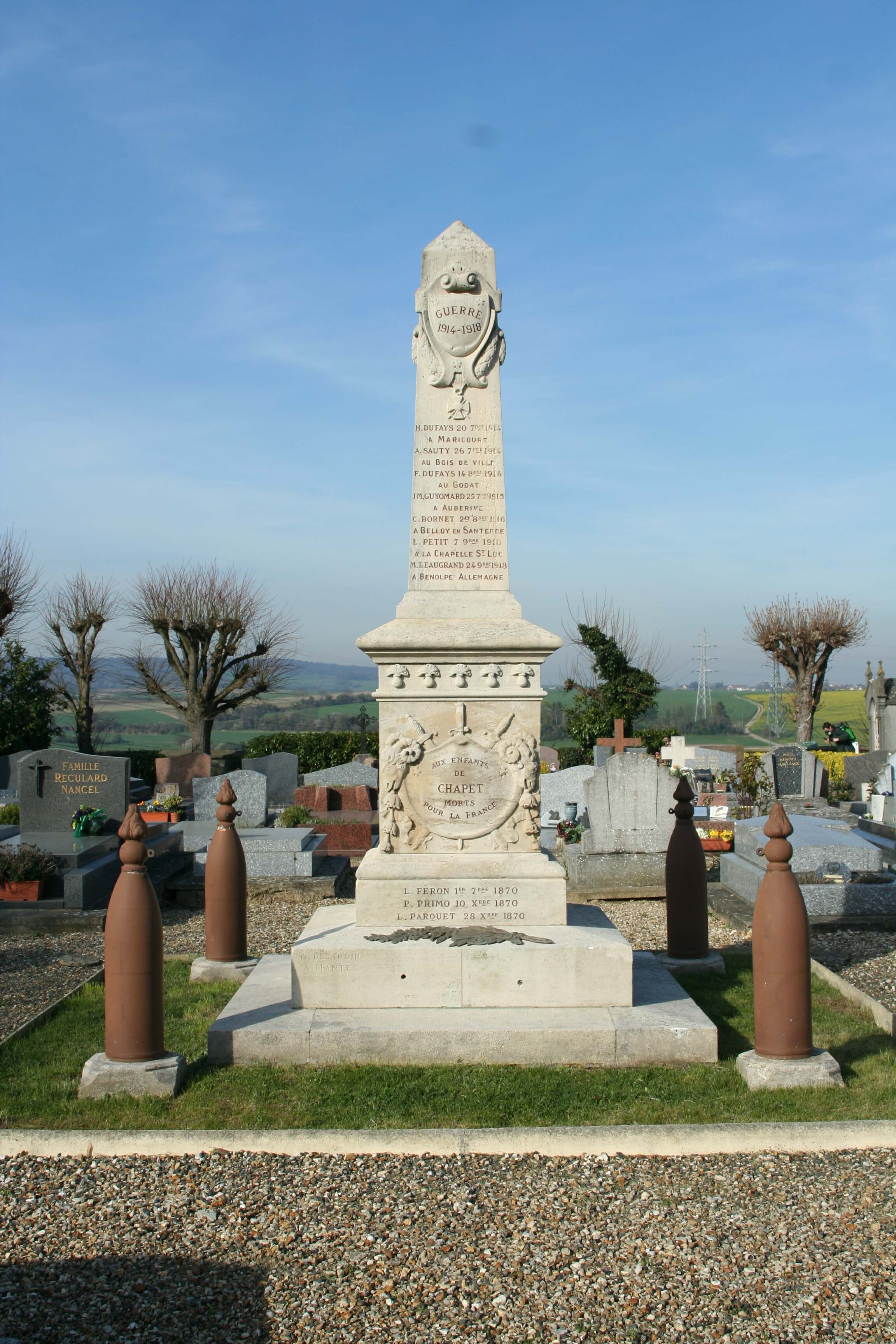
Le monument aux morts.
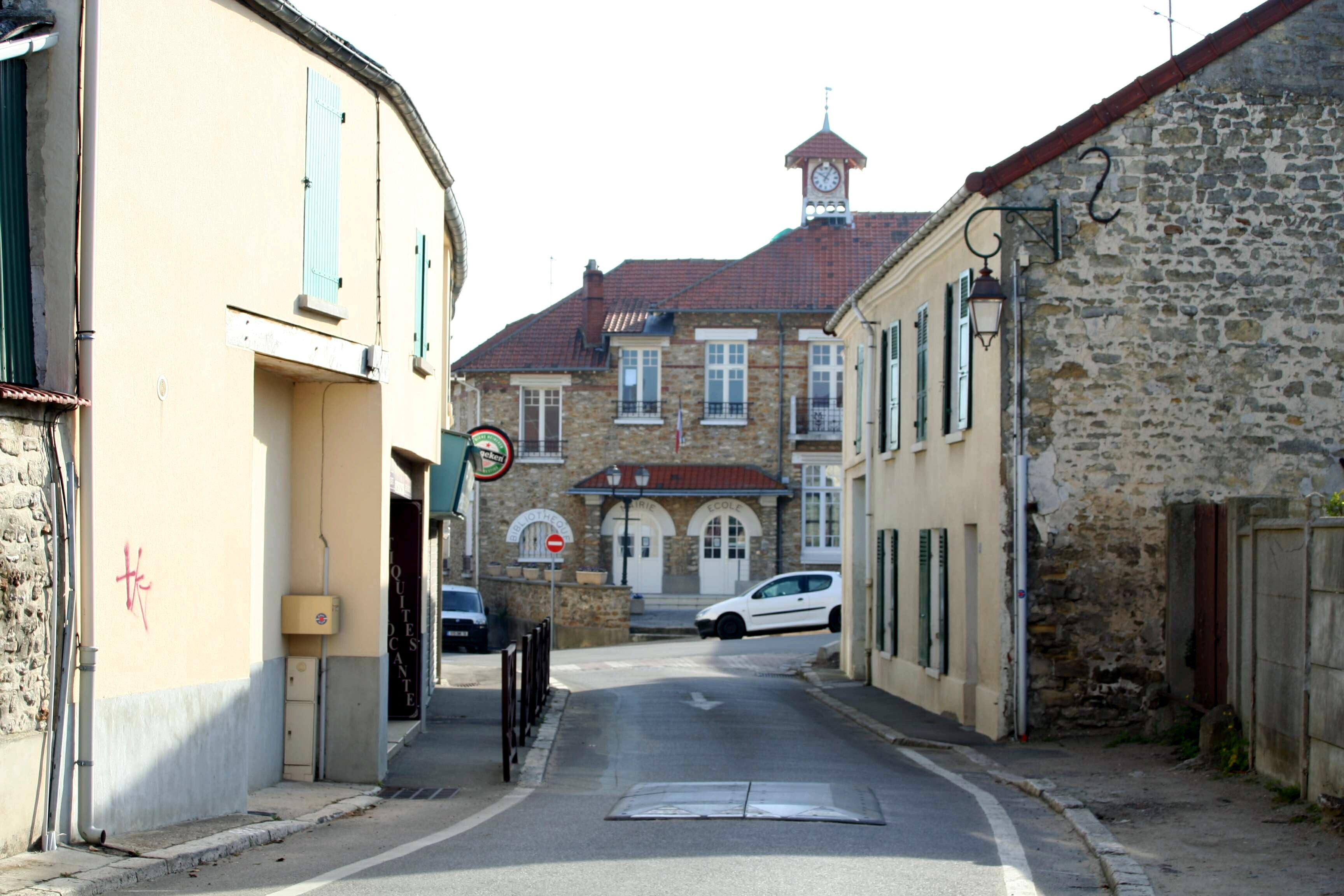
La Grande Rue.
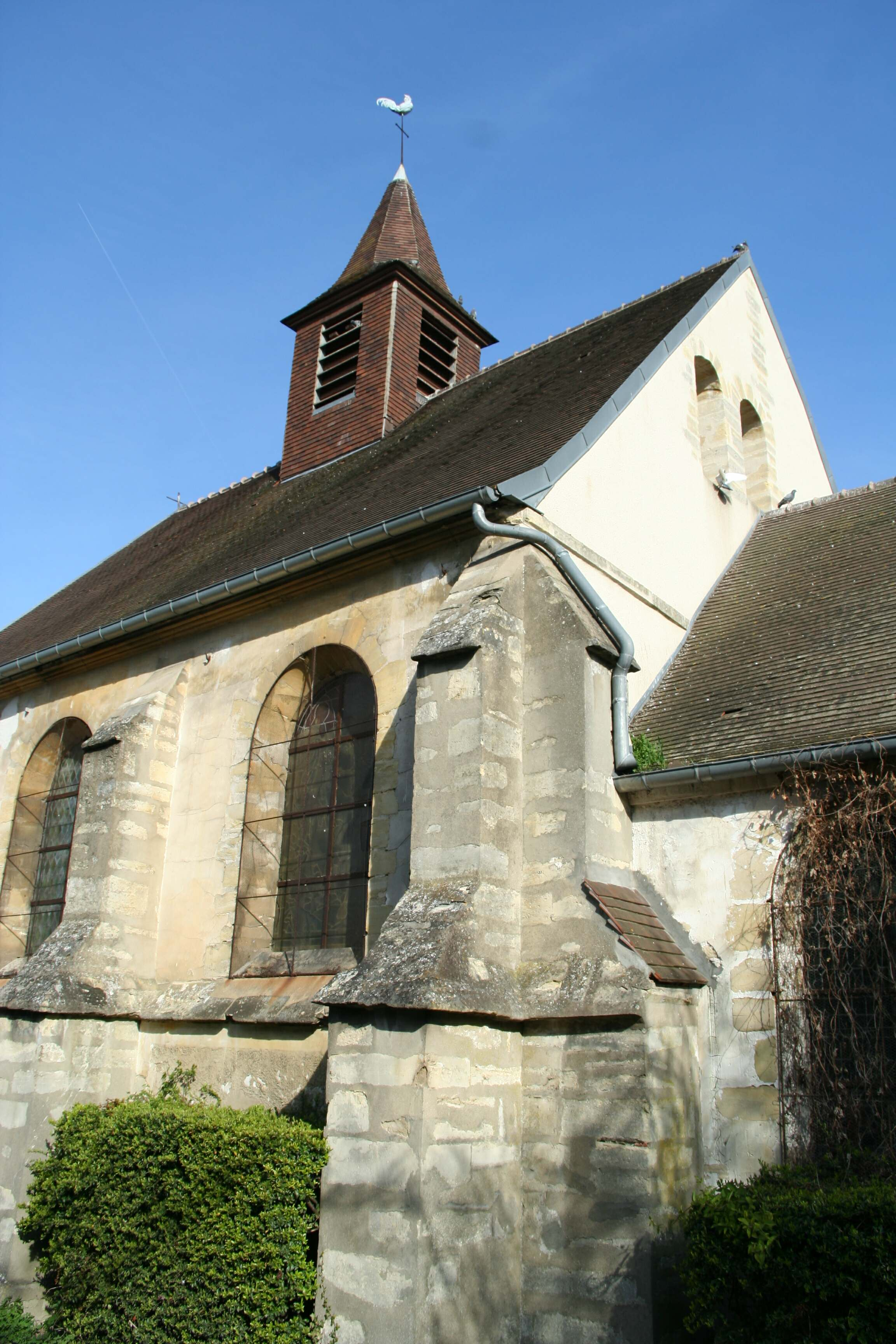
Le clocher.
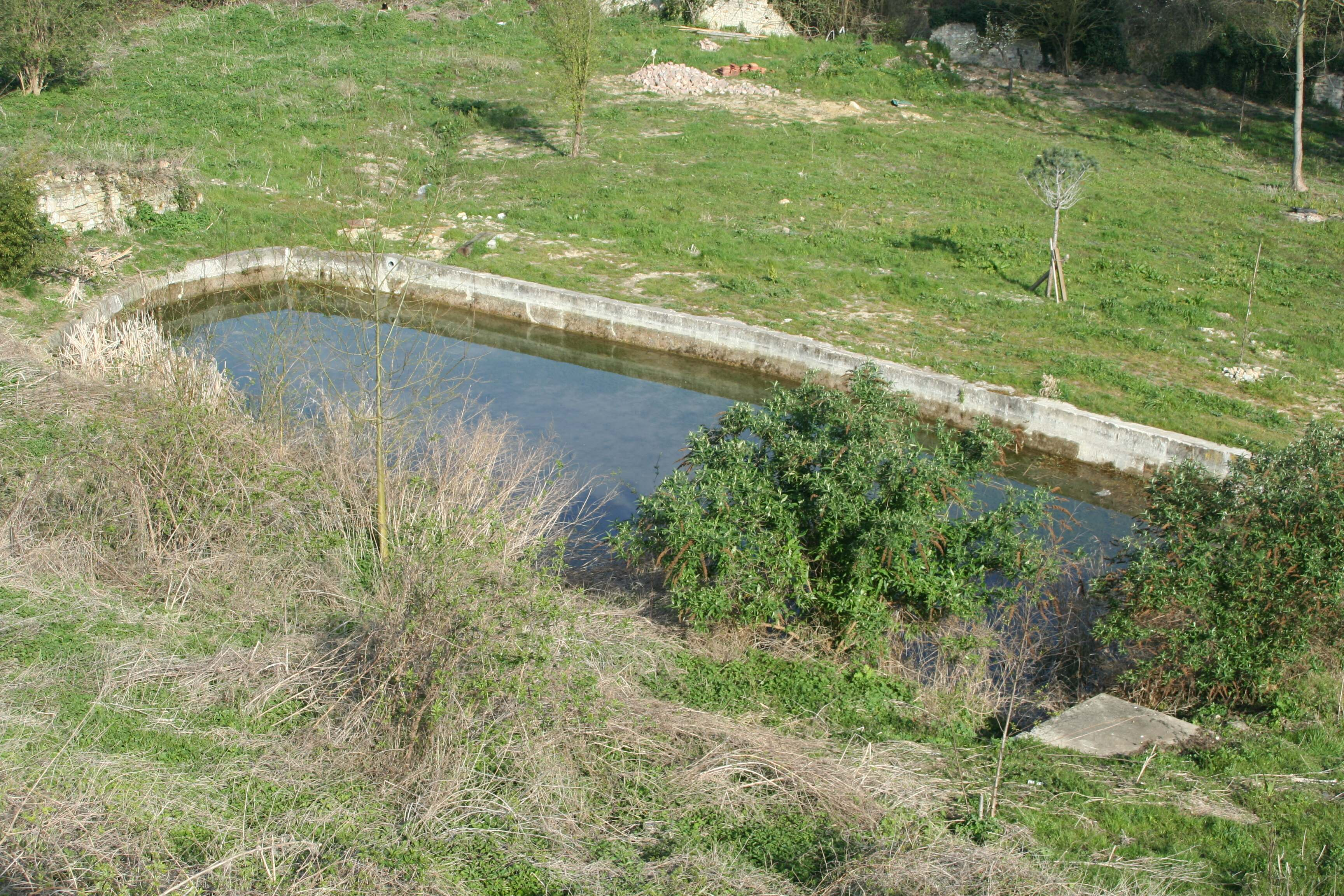
Vieil abreuvoir.